# Konstantin Seitz
Konstantin Seitz (* 20. September 1970 in Wien, Österreich) ist ein österreichischer Film- bzw. Fernsehproduzent und Herstellungsleiter.

## Leben und Wirken
1988 absolvierte Seitz die Matura in Wien. Von 1989 bis 1991 studierte er an der Pädagogischen Akademie in Wien. Von 1991 bis 1992 lebte er in Westport (Massachusetts) in den USA. Nach seiner Rückkehr absolvierte er eine betriebswirtschaftliche Ausbildung im Bereich Unternehmensmanagement in Wien (1992 bis 1994) und wurde nach Abschluss seiner Ausbildung für das Wiener Filmproduktionsunternehmen Cult Film GmbH (vormals Cult-Filmproduktion GmbH und Cult Movies GmbH) tätig.
Seitz hat seit 1994 bei zahlreichen nationalen und internationalen Kino- bzw. TV-Spiel- & Dokumentarfilmprojekten den Bereich der Filmherstellungsleitung und Filmgeschäftsführung übernommen und ist seit 2008 auch als Produzent tätig.
Weiterhin gründete er 1994 als Einzelunternehmer die Firma „Alternative Productions - Konstantin Seitz“ als selbständiges Unternehmen, welches im Jahre 2009 in eine GmbH erweitert wurde.

## Auszeichnungen und Nominierungen (Auswahl)
- Romyverleihung 2019 – Auszeichnung in der Kategorie Beste(r) ProduzentIn Kinofilm gemeinsam mit Simon Schwarz für Zerschlag mein Herz[1][2]

## Filmografie

### Als Produzent

#### Filme
- 2022: Schächten
- 2018: Zerschlag mein Herz
- 2015: Tatort: Deckname Kidon
- 2014: Tatort: Abgründe
- 2013: Autumn Blood – Koproduzent
- 2012: Tatort: Kein Entkommen
- 2009: Mahler auf der Couch – Koproduzent

#### Dokumentationen
- 2011: Falco – Muss ich denn sterben, um zu leben – Koproduzent
- 2011: Face Human Rights – Koproduzent
- 2010: Karl Merkatz – vom Tischler zum echten Wiener – Koproduzent

### Als Herstellungsleiter

#### Filme
- 2015: Tatort: Deckname Kidon
- 2014: Im Keller
- 2014: Tatort: Abgründe
- 2013: Paradies: Hoffnung
- 2012: Paradies: Glaube
- 2012: Paradies: Liebe
- 2012: Tatort: Kein Entkommen
- 2011: Molly & Mops – Ein Mops kommt selten allein
- 2010: Molly & Mops – Das Leben ist kein Gugelhupf
- 2009: Mahler auf der Couch
- 2008: Tatort: Baum der Erlösung
- 2007: Tatort: Exitus
- 2005: Tatort: Tödliches Vertrauen
- 2005: Polly Adler – Eine Frau sieht rosa
- 2005: Zwei Weihnachtshunde
- 2004: Der Weihnachtshund
- 2002: In Liebe vereint

#### Dokumentationen
- 2014: Wo Grafen schlafen (8 Folgen)
- 2005: Patchwork-Familie
- 2003: Lebensborn – Feichtenbach
- 2003: Move!
- 2000: Mein Boss bin ich

### Als Filmgeschäftsführer

#### Filme
- 2015: Tatort: Deckname Kidon
- 2014: Im Keller
- 2014: Tatort: Abgründe
- 2013: Paradies: Hoffnung
- 2012: Paradies: Glaube
- 2012: Paradies: Liebe
- 2012: Tatort: Kein Entkommen
- 2011: Molly & Mops – Ein Mops kommt selten allein
- 2010: Molly & Mops – Das Leben ist kein Gugelhupf
- 2009: Mahler auf der Couch
- 2009: Jud Süß – Film ohne Gewissen
- 2009: Kommissar Rex (Fernsehserie, Ein tödliches Match)
- 2008: Tatort: Baum der Erlösung
- 2008: Echte Wiener – Die Sackbauer-Saga
- 2007: Tatort: Exitus
- 2007: Weiße Lilien
- 2006: Taxidermia
- 2006: Kleine Geheimnisse (Perl oder Pica)
- 2005: Shadow of the Sword – Der Henker
- 2005: Crash Test Dummies
- 2005: Tatort: Tödliches Vertrauen
- 2005: Polly Adler – Eine Frau sieht rosa
- 2005: Zwei Weihnachtshunde
- 2004: Der Weihnachtshund
- 2002: In Liebe vereint
- 2002: Gebürtig
- 2002: Nick Knatterton – Der Film
- 1999: Die Nichte und der Tod (Fernsehfilm)
- 1998: Helden in Tirol
- 1997: Kreuzfeuer
- 1996: Lieber reich und glücklich
- 1996: Straße nach Istanbul
- 1995: Copa Cagrana
- 1995: Der Schatten des Schreibers
- 1994: Liebe eines Ganoven
- 1994: Auf Teufel komm raus
- 1994: Geschäfte

#### Dokumentationen
- 2014: Wo Grafen schlafen (8 Folgen)
- 2010: Karl Merkatz – vom Tischler zum echten Wiener – Koproduzent
- 2005: Patchwork-Familie
- 2003: Lebensborn – Feichtenbach
- 2003: Move!
- 2000: Mein Boss bin ich
- 1998: Sonderauftrag Linz
- 1995: Eine Reise ins Innere von Wien
- 1994: Land der Täler: Das Lesachtal